# إدغار كانتيرو
إدغار كانتيرو (بالإسبانية: Edgar Cantero)‏ هو فنان قصص مصورة وكاتب إسباني، ولد في 1981 في برشلونة في إسبانيا.

## وصلات خارجية
- الموقع الرسمي